# Cornel Oțelea
Cornel Oțelea (Nagyselyk, 1940. november 19. – 2025. január 22.) háromszoros világbajnok román kézilabdázó, edző, sporttisztviselő.

## Pályafutása

### Klubcsapatokban
Pályafutásának egészét a bukaresti Steauában töltötte, amellyel nyolc alkalommal nyerte meg hazája bajnokságát, az 1967–68-as szezonban pedig a Bajnokcsapatok Európa-kupáját.

### A válogatottban
A román válogatottban 1959 és 1970 között kilencvennégy alkalommal lépett pályára és száznegyvenkilenc gólt szerzett. Öt világbajnokságon vett részt, háromszor aranyérmet, egyszer pedig bronzérmet nyert a nemzeti csapattal.

### Edzőként
Visszavonulása után edzőként kezdett el dolgozni, a Steauával az 1976–1977-es szezonban megnyerte a Bajnokcsapatok Európa-kupáját. Irányította a férfi és a női válogatottat is. A férfi csapattal harmadik lett az 1990-es világbajnokságon, a nőkkel pedig hetedik a 2004-es Európa-bajnokságon. 1983 és 1984, valamint 1991 és 1997 között a Steaua elnöke volt, 1993 és 1995 között pedig a Román Kézilabda-szövetséget irányította és tagja volt a Román Olimpiai Bizottságnak. 2009-ben állami kitüntetésben részesült.

## Sikerei, díjai

### Játékosként
Steaua București
- Román bajnok: 1963, 1967, 1968, 1969, 1970, 1971, 1972, 1973
- Bajnokcsapatok Európa-kupája-győztes: 1968

### Edzőként
Steaua București
- Román bajnok: 1971, 1972, 1973, 1974, 1975, 1976, 1977, 1979, 1980, 1981
- Bajnokcsapatok Európa-kupája-győztes: 1977
- Bajnokcsapatok Európa-kupája-döntős: 1971

Románia
- Világbajnoki bronzérmes: 1990